# The Hawks
The Hawks war die Rockabilly-Band von Ronnie Hawkins, die Ende der 1950er- und Anfang der 1960er-Jahre mehrere Jahre lang erfolgreich durch die Clubs der Vereinigten Staaten und Kanadas tourte und eine der erfolgreichsten Livebands dieser Zeit war. Von The Hawks stammten Hits wie Mary Lou. Einige der Musiker von The Hawks machten sich 1963 unter dem Namen The Band selbständig.

## Bandgeschichte
Ronnie Hawkins studierte Sport an der University of Arkansas, wo er auch seine erste Band, die Hawks gründete. Er tourte mit ihnen in Arkansas, Oklahoma und Missouri. Als er jedoch die Schule schmiss, ging er zunächst in die United States Army, wo er zusammen mit ausschließlich afroamerikanischen Mitgliedern die Black Hawks gründete. 1957 gründete er seinen eigenen Nachtclub namens The Rockwood Club, wo die Größen der Rockabilly-Szene wie Jerry Lee Lewis und Carl Perkins auftraten. Er selbst gründete wieder The Hawks, die zunächst vor allem im Umkreis auftraten, bis er sich auf Anraten von Conway Twitty auf Touren in Kanada verlegte.
Die Band trat regelmäßig in Ontario auf. Das Line-up seiner Begleitband wechselte ständig, da viele seiner Mitmusiker nicht in Kanada bleiben wollten. Hawkins wurden vor allem durch Ronnie Hawkins mitreißendes Auftreten bekannt. Er trat sehr athletisch auf der Bühne auf und machte beispielsweise einen Rückwärtssalto. Sein Tanzstil, der sogenannte „Camel Walk“ war eine Art Vorläufer des Moonwalk.
Mit seiner Band stand er bei Roulette Records unter Vertrag. Die beiden Singles Mary Lou und Forty Days erreichten die Billboard Hot 100. Auch trat er gelegentlich mit Begleitband im US-amerikanischen Fernsehen auf. Sonst verband ihn jedoch nur wenig mit seiner ehemaligen Heimat. Hawkins ließ sich 1961 endgültig in Toronto nieder, legte die US-amerikanische Staatsbürgerschaft ab und ist seit 1964 Kanadier.
Das 1963er Line-up der Hawks, bestehend aus Robbie Robertson, Richard Manuel, Levon Helm (der von Beginn an bei The Hawks war), Garth Hudson und Rick Danko trennte sich 1963 von ihrem Sänger und wurde kurz darauf Bob Dylans Backing-Band, die später auch als The Band auftrat. Hawkins machte anschließend Solo weiter.

## Diskografie

### Alben
- 1959: Ronnie Hawkins
- 1960: "Mr. Dynamo" (Roulette Records)
- 1970: Rock Story Vol. 1 (Bellaphon/Roulette)
- 1979: Rrracket Time (Charly Records)
- 1987: Hello Again…Mary Lou (Epic Records)
- 1990: The Best of Ronnie Hawkins and the Hawks (Rhino Records)
- 1994: The Roulette Years (2CD, Sequel records)
- 2002: The EP Collection (See For Miles Records)
- 2005: Mary Lou (Collectables)
- 2011: Forty Days (Snapper Music)
- 2011: Ronnie Hawkins + Mr. Dynamo (Hoodoo Records)
- 2013: History Records - American Edition 82 - 1959-1962 (History Records)

### Singles
- 1959: Southern Love / Love Me Like You Can
- 1959: Forty Days
- 1959: Mary Lou
- 1960: Clara / Lonely Hours
- 1960: Ruby
- 1960: Mister and Mississippi / Summertime
- 1960: Mr. Dynamo
- 1964: Got My Mojo Working / Let The Good Times Roll
- 1965: Bluebirds Over The Mountain / Diddley Diddley Daddy
- 1980: School Day